# سیارک ۱۷۹۶۹
سیارک ۱۷۹۶۹ (به انگلیسی: 17969 Truong، نامگذاری:1999JB47) هفده هزار و نهصد و شصت و نهمین سیارک کشف شده‌است که در ۱۰ مه ۱۹۹۹ کشف شد.
قدر مطلق سیارک برابر ۱۵.۵ است.